# John Irvin
John Irvin (Newcastle, 7 de mayo de 1940) es un director de cine inglés.

## Biografía
Comenzó su carrera dirigiendo numerosos documentales en los 60 y trabajó en televisión en la década de los 70 para la cadena BBC. 
Posteriormente rodó películas de acción en los 80 como Los perros de la guerra (1980), Raw Deal (1986), La colina de la hamburguesa (1987) y Con su propia ley (1989). En esa época también rodó El diario de la tortuga.
Ya en las décadas de 1990s y 2000s, Irvin dirigió películas para televisión como Robin Hood: El magnífico (1991). Luego vino El pico de las viudas (1994) por la que estuvo nominado a los premios Karlovy Vary como mejor director y Mia Farrow ganó el premio a la mejor actriz. Al año siguiente A Month by the Lake (1995) en la que Vanessa Redgrave estuvo nominada al Globo de Oro, Cuando callan las trompetas (1998), Noah's Ark (1999), Shiner (2000), El cuarto ángel (2001) y The Moon and the Stars (2007).
En tres ocasiones estuvo nominado para los Premios BAFTA y una ocasión en el Festival Internacional de Cine de Berlín.